# Mangelia hiradoensis
Mangelia hiradoensis is een slakkensoort uit de familie van de Mangeliidae. De wetenschappelijke naam van de soort is voor het eerst geldig gepubliceerd in 1927 door Makiyama.